# Kateřinice (Moravia-Slesia)
Kateřinice (in tedesco Kattendorf) è un comune della Repubblica Ceca facente parte del distretto di Nový Jičín, nella regione della Moravia-Slesia.